# Íñigo I Íñiguez Arista
Íñigo Íñiguez Arista (nome usato in spagnolo, Eneko Enekoitz Aritza in basco, Enneco in aragonese, Ènnec in catalano; 790 circa – 852 circa), fu il primo re di Pamplona dall'824 all'852, conte di Bigorre e di Sobrarbe. È considerato il fondatore della dinastia Íñiga, primo re dei Baschi di Navarra.

## Origine
Íñigo era figlio di Íñigo Jiménez Arista. Lo storico arabo Ibn Hayyân suggerisce che il padre di Íñigo si chiamasse anche lui Íñigo; altre fonti ipotizzano che fosse figlio di Semen o Jimeno, mentre altre ancora ipotizzano che Íñigo Íñiguez e Íñigo Jiménez fossero due persone distinte che si succedettero sul trono di Pamplona († dopo il 790, figlio di Semen che in tarda età, dall'812 all'816, divenne duca di Guascogna) e della moglie Oneca (o forse Leodegundia delle Asturie) che era stata la seconda moglie del capo dei Banu Qasi (Musá ibn Fortún di Tudela, signore con possedimenti nella valle dell'Ebro) ed era rimasta vedova nel 788.

Secondo il codice di Roda era figlio di Jimeno ed era fratello di García II Jiménez; anche En los albores del reino¿dinastía Iñiga?,¿dinastía Jimena? tratta la questione accettando che Íñigo e Garcia furono fratelli.

## Biografia
Alla nascita di Íñigo tutto il Paese dei baschi, incluso la zona di Pamplona, era stata invasa dai Franchi, e da loro organizzata come marca di Spagna, da almeno un decennio; infatti la battaglia di Roncisvalle, vinta dai Baschi sulla retroguardia dell'esercito di Carlo Magno, avvenne il 15 agosto 778.

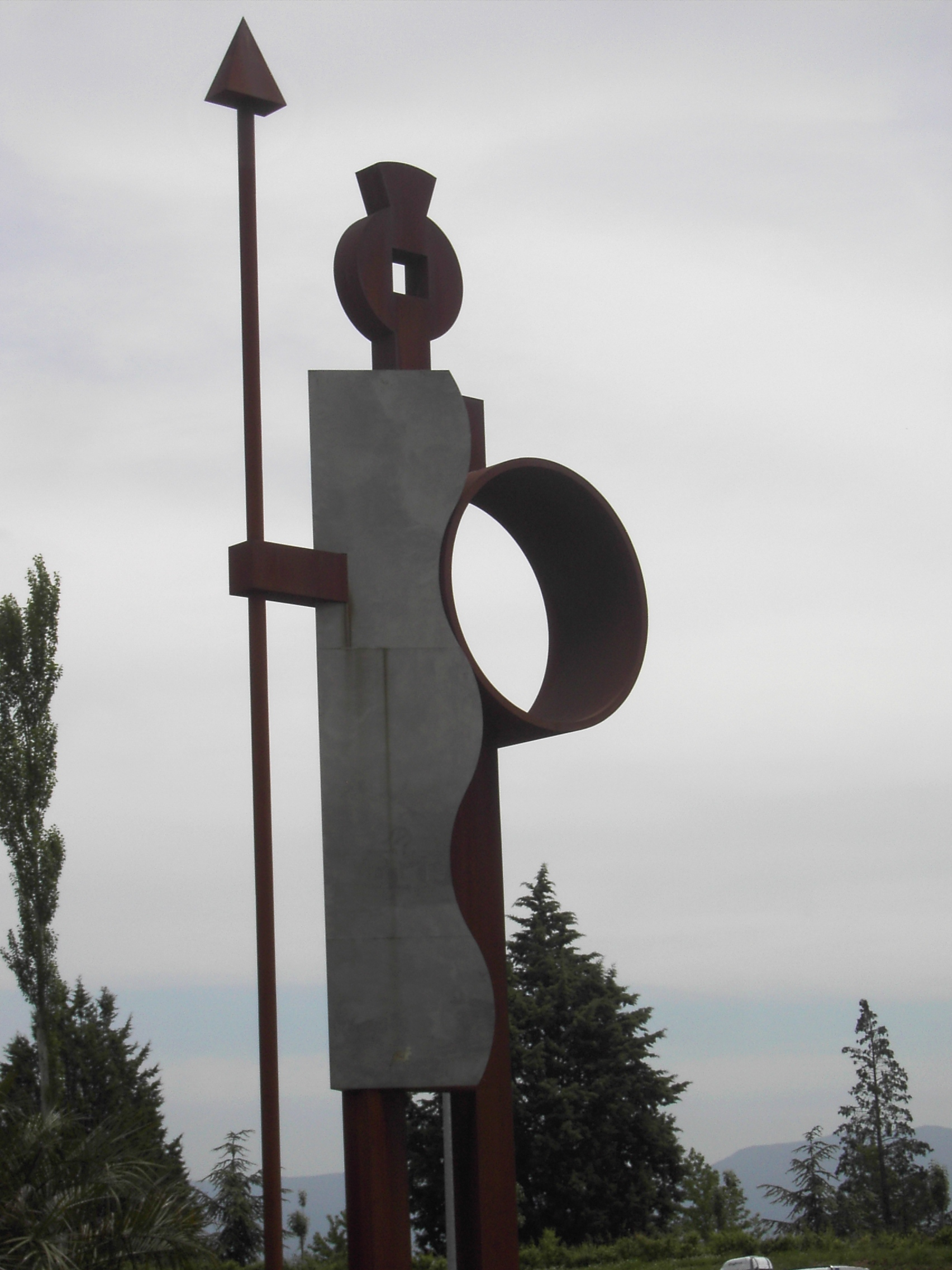
Statua di Íñigo I a Pamplona

Alla morte del padre si trovò a essere uno dei nobili più importanti di Pamplona e di tutto il territorio che dalla città arrivava agli alti Pirenei alla valle del fiume Irati.
La madre era la vedova di Musá ibn Fortún di Tudela dei Banu Qasi, signore con possedimenti nella valle dell'Ebro, da cui aveva avuto un figlio, Musa ibn Musa, che succeduto al padre aiutò il fratellastro uterino sia a liberarsi dal giogo dei Franchi, sia a difendersi dalle incursioni delle truppe di al-Andalus, che secondo lo storico Rafael Altamira, aveva conquistato Saragozza e la valle dell'Ebro.
Nel primo decennio del IX secolo Íñigo sposò Onneca Velázquez, figlia di Velasco, nobile di Pamplona, come riportato nel Libro de Regla del Monastero di Leire (non consultato); il Diccionario de antigüedades del reino de Navarra la cita con il nome di Eximina, mentre il codice di Roda non riporta il nome della moglie di Inigo.
Ludovico il Pio, nell'812, aveva organizzato una spedizione contro Pamplona, per poterla assoggettare, ma non avendo ottenuto il risultato sperato, prese molti ostaggi (donne e bambini) e, con questa protezione, riattraversò i Pirenei, a Roncisvalle.
Dopo questo successo Íñigo ottenne il controllo assoluto di Pamplona.
L'alleanza con i Banu Qasi della valle dell'Ebro, allora fu necessaria per potersi affermare su tutto il territorio che dalla città di Pamplona arrivava agli alti Pirenei alla valle del fiume Irati. Il regno di Pamplona o dei Baschi o di Navarra nacque da un'alleanza tra cristiani e musulmani, che si aiutarono a vicenda, imparentandosi tra loro: l'alleanza tra gli Arista e i Banu Qasi durò circa centocinquant'anni.
Nell'824, come conferma lo storico del IX secolo Eginardo, i Franchi condotti dal duca di Guascogna Aznar I Sánchez organizzarono un'altra spedizione contro Pamplona; anche questa spedizione non produsse il risultato sperato (anche perché Musa ibn Musa dei Banu Qasi, fratellastro di Íñigo e il conte d'Aragona, García Galíndez il Malvagio, corsero in aiuto di Pamplona) e, sulla via del ritorno, l'armata franca fu sconfitta per la seconda volta a Roncisvalle, dove Aznar I di Guascogna fu fatto prigioniero.

Dopo questa vittoria Íñigo Arista fu incoronato re di Pamplona; anche Rafael Altamira riporta che Íñigo Arista era a capo di un centro indipendente di resistenza.
Íñigo difese Pamplona da un attacco di al-Andalus, nell'843, e durante tale attacco fu ferito assieme al figlio Galindo.
Secondo il Chronicon Fontanellensis Fragmentum, nell'851 Íñigo e il fratello García, citati come duchi di Navarra inviarono a Carlo il Calvo, ambasciatori con doni di pace.
Negli ultimi anni di regno fu colpito da paralisi, e fu affiancato, oltre che dal fratello, García, anche dal figlio García.
Quando morì nell'852 gli succedette il figlio García, con la co-reggenza prima dello zio García e poi del cugino Íñigo II Garcés.

## Discendenza
Inigo e la moglie, Onneca, ebbero quattro figli:
- García Íñiguez[23] (810-882), re di Pamplona[24] dall'852 all'870
- Galindo Íñiguez di Navarra (?-† dopo l'851), che ebbe un figlio, Musa ibn Galíndez, che fu wali di Huesca (giustiziato nell'870), non citato nel codice di Roda[23]
- Assona Íñiguez, che fu data in sposa ancora bambina, nell'812, a Musa II[23] dei Banu Qasi (?-† 862)
- Nunila Íñiguez (circa 803-?), che sposò, dopo l'825, il conte d'Aragona García Galíndez il Malvagio[23].

## Ascendenza
|                        |   |        | Genitori |  |  | Nonni |  |  | Bisnonni           |  |  | Trisnonni             |  |
|                        |   |        |          |  |  |       |  |  | Semen di Guascogna |  |  | Adelrico di Guascogna |  |
|                        |   |        |          |  |  |       |  |  | Semen di Guascogna |  |  | Adelrico di Guascogna |  |
|                        |   | …      |          |  |  |       |  |  | Semen di Guascogna |  |  |                       |  |
| Garcia I di Guascogna  |   |        |          |  |  |       |  |  | Semen di Guascogna |  |  |                       |  |
|                        |   | Onneca | …        |  |  |       |  |  |                    |  |  |                       |  |
|                        |   | Onneca | …        |  |  |       |  |  |                    |  |  |                       |  |
|                        |   | Onneca | …        |  |  |       |  |  |                    |  |  |                       |  |
| Jimeno I Garcés        |   | Onneca |          |  |  |       |  |  |                    |  |  |                       |  |
|                        |   | …      | …        |  |  |       |  |  |                    |  |  |                       |  |
|                        |   | …      | …        |  |  |       |  |  |                    |  |  |                       |  |
|                        |   | …      | …        |  |  |       |  |  |                    |  |  |                       |  |
| …                      |   | …      |          |  |  |       |  |  |                    |  |  |                       |  |
|                        |   | …      | …        |  |  |       |  |  |                    |  |  |                       |  |
|                        |   | …      | …        |  |  |       |  |  |                    |  |  |                       |  |
|                        |   | …      | …        |  |  |       |  |  |                    |  |  |                       |  |
| Íñigo I Íñiguez Arista |   | …      |          |  |  |       |  |  |                    |  |  |                       |  |
|                        | … | …      |          |  |  |       |  |  |                    |  |  |                       |  |
|                        | … | …      |          |  |  |       |  |  |                    |  |  |                       |  |
|                        | … | …      |          |  |  |       |  |  |                    |  |  |                       |  |
| …                      | … |        |          |  |  |       |  |  |                    |  |  |                       |  |
|                        |   | …      | …        |  |  |       |  |  |                    |  |  |                       |  |
|                        |   | …      | …        |  |  |       |  |  |                    |  |  |                       |  |
|                        |   | …      | …        |  |  |       |  |  |                    |  |  |                       |  |
| …                      |   | …      |          |  |  |       |  |  |                    |  |  |                       |  |
|                        |   | …      | …        |  |  |       |  |  |                    |  |  |                       |  |
|                        |   | …      | …        |  |  |       |  |  |                    |  |  |                       |  |
|                        |   | …      | …        |  |  |       |  |  |                    |  |  |                       |  |
| …                      |   | …      |          |  |  |       |  |  |                    |  |  |                       |  |
|                        |   | …      | …        |  |  |       |  |  |                    |  |  |                       |  |
|                        |   | …      | …        |  |  |       |  |  |                    |  |  |                       |  |
|                        |   | …      | …        |  |  |       |  |  |                    |  |  |                       |  |
|                        |   | …      |          |  |  |       |  |  |                    |  |  |                       |  |

### Fonti primarie
- (LA)  Monumenta Germanica Historica, tomus primus.
- (LA)  Monumenta Germaniae Historica, tomus II.
- (LA)  Textos navarros del Códice de Roda Archiviato il 31 gennaio 2021 in Internet Archive..
- (LA)  Rerum Gallicarum et Francicarum Scriptires, tomus VII.
- (ES)  CRONICA DE SAN JUAN DE LA PEÑA.

### Letteratura storiografica
- Rafael Altamira, il califfato occidentale, in L'espansione islamica e la nascita dell'Europa feudale, collana «Storia del mondo medievale», II volume, Milano, Garzanti, 1999  [1979],  pp. 477-515.
- (ES)  (LA)  #ES Diccionario de antigüedades del reino de Navarra
- (ES)  #ES En los albores del reino¿dinastía Iñiga?,¿dinastía Jimena?